# Aris Fioretos
Aris Antonis Fioretos, född 6 februari 1960 i Göteborg, är en svensk författare och översättare.

## Biografi
Aris Fioretos, vars föräldrar kommer från Grekland respektive Österrike, föddes i Göteborg 1960 och växte upp i Lund. Fadern var professor i medicin, modern hade ett galleri. I hemmet talades främst svenska och tyska. Under större delen av sitt vuxna liv har han bott utomlands, framför allt i USA och Tyskland. Han studerade för Jacques Derrida i Paris, senare vid Stockholms universitet och vid Yale University.
Hösten 1991 disputerade Fioretos i litteraturvetenskap med avhandlingen Det kritiska ögonblicket. Det är en dekonstruktivistisk analys av verk av Friedrich Hölderlin, Walter Benjamin och Paul Celan. Sedan 2001 är han docent i litteraturvetenskap, sedan 2010 professor i estetik vid Södertörns högskola. Han har varit professor vid Johns Hopkins University (Baltimore, MD) och Rutgers University (New Brunswick, NJ), samt Freie Universität och Humboldt Universität, båda i Berlin. 2003–2007 var Fioretos kulturråd vid Svenska ambassaden i samma stad. Den 16 juli 2010 var Fioretos sommarvärd i P1. I programmet skildrade han vad som kan ha varit sin uppväxt. Han har också tävlat i tv-programmet Kulturfrågan Kontrapunkt.
1998–2012 var Fioretos gift med konstnären Sophie Tottie. De har en gemensam dotter, född 2004. Sedan 2022 är han gift med galleristen Marina Schiptjenko.

## Verk
Våren 1991 debuterade Fioretos med den prosalyriska Delandets bok. Därefter har han utgivit en rad prosaböcker och romaner, däribland Vanitasrutinerna (1998), Stockholm noir (2000) och Den siste greken (2009). Den senare boken nominerades till Augustpriset. 2009 tilldelades han Gleerups litterära pris för den, 2010 Sveriges Radios Romanpris och 2011 Literaturpreis der SWR-Bestenliste för den tyska översättningen. 2012 utkom prosaboken Halva solen, i vilken Fioretos berättar sin fars historia baklänges – från döden på ett långvårdshem, över åren som landsflyktig, tillbaka till timmarna innan han skall bli far. Hösten 2015 utkom romanen Mary, som skildrar ett studentuppror i en militärdiktatur 1973. Den gravida huvudpersonen tillfångatas av säkerhetstjänsten och skickas jämte fem andra kvinnor och en liten pojke till en beryktad fängelseö. Romanen hyllades av en samfälld kritikerkår och tilldelades Sveriges Radios Romanpris 2016. Den nominerades även till Augustpriset och sändes som radioföljetong i Sveriges Radio P1 under våren 2016.

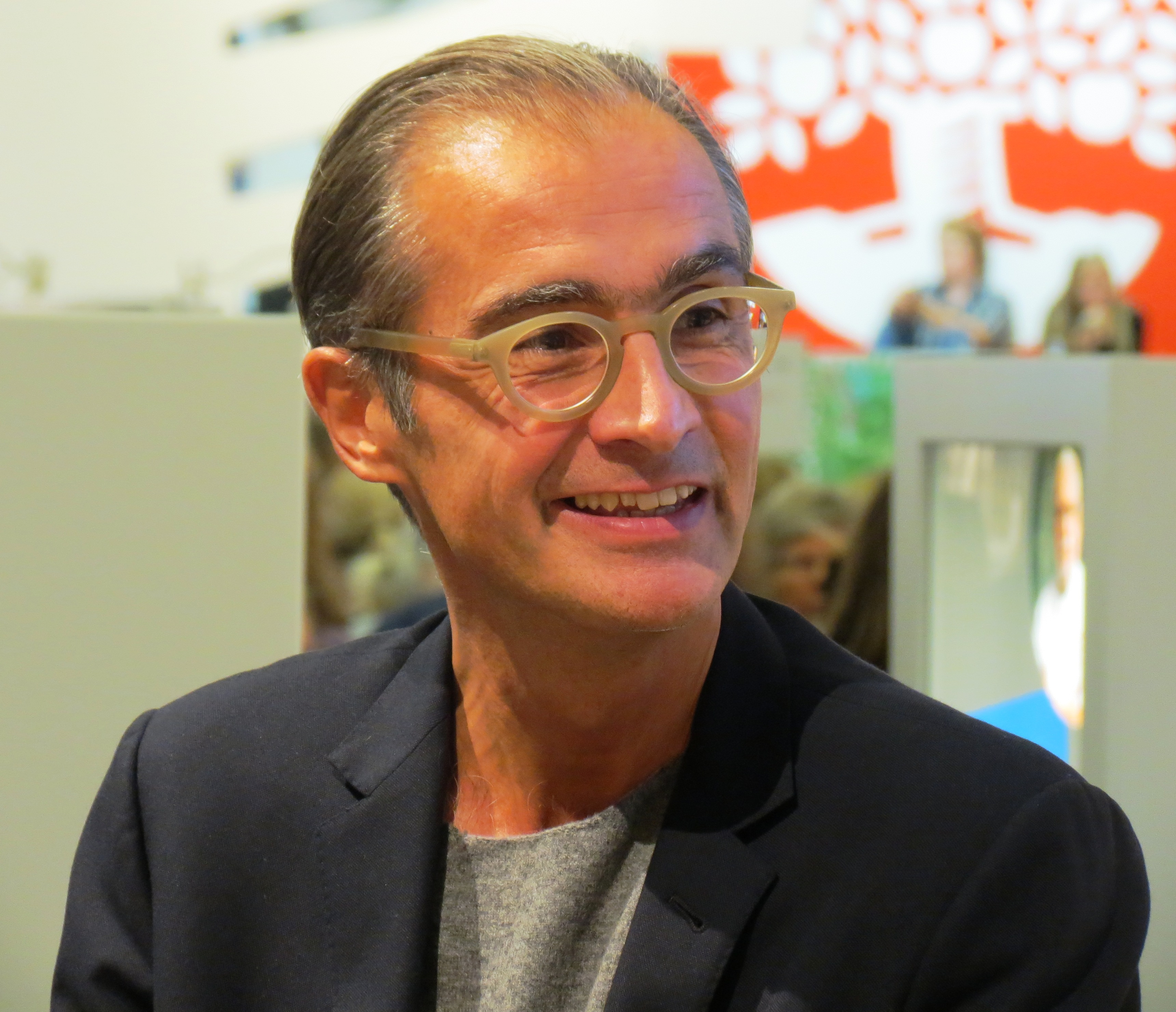
Aris Fioretos i Göteborg, september 2015.

2018 utkom romanen Nelly B:s hjärta, en "litterär fantasi" som utgår från Amelie ("Melli") Beese, den första kvinnliga piloten i Tyskland. (I samband med den tyska utgåvan skapades en temasida med bakgrundsmaterial.) Boken firades av recensenterna. Tillsammans med reviderade versioner av Irma, 25 (ursprungligen Stockholm noir, 2000) och Sanningen om Sascha Knisch (2002) bildar boken trilogin Den nya människan, publicerad i pocket 2019. Romanerna beledsagades av Atlas (2019), i vilken ett sextiotal noveller, kallade "fallstudier", berättar om sådant som endast står mellan raderna i trilogin. Med hjälp av 600 bilder hämtade främst ur medicinhistoriska dokument skildrar Atlas framväxten av en ny människosyn under decennierna före och efter 1900. Mellan oktober 2019 och februari 2020 visades en utställning med samma titel på Moderna Museet, Stockholm.
Hösten 2022 utkom romanen De tunna gudarna, som berättar om rockmusikern Ache Middler – från barndomen i Delaware på 1950-talet, åren i downtown Manhattan under 70- och 80-talen, över vistelser i London (kortare) och Berlin (längre), fram till en vådlig resa till en flyktingförläggning i sydöstra Europa våren 2016. I januari publicerade Fioretos den första studien av Vladimir Nabokovs författarskap på svenska, Nabokovs ryggrad. Senare samma vår följde boxen Grå kvartett, som innehåller reviderade versioner av hans första fyra böcker jämte ett långt samtal med den tyska litteraturkritikern Cornelia Jentzsch. I juni 2024 höll Fioretos de renommerade "poetikföreläsningarna" i Frankfurt am Main. Han var den första gästen i föreläsningarnas historia som inte skriver primärt på tyska.
En genomgång av författarskapet fram till 2012 görs i ett långt samtal med Mikael van Reis i samband med att Fioretos erhöll Samfundet De Nios Stora pris. I maj 2025 ägde den första internationella konferensen om hans författarskap rum vid universitetet i Zürich.
Fioretos har mottagit många utmärkelser i Sverige och utomlands, däribland från The Getty Center for the History of Art and the Humanities, Alexander von Humboldt-Stiftung, DAAD Künstlerprogramm Berlin, Riksbankens Jubileumsfond, American Academy in Berlin, All Souls College, Oxford, och Internationales Forschungskolleg Morphomata, Köln. Han är medlem av Deutsche Akademie für Sprache und Dichtung i Darmstadt och sedan hösten 2011 en av dess tre vicepresidenter. Sedan 2022 är han även medlem av Akademie der Künste i Berlin. 2017–2023 satt han i styrelsen för Statens Kulturråd,  2019–2023 satt han i styrelsen för Dramaten. Vintern 2019 var han kurator för Poetica, en "festival för världslitteratur" i Köln, dit han inbjudit en rad samtida författare, däribland Mircea Cărtărescu (Rumänien), Christian Kracht (Schweiz/USA), Mara Lee (Sverige), Agi Mishol (Israel), Marion Poschmann (Tyskland) och Jo Shapcott (England).
Fioretos har översatt böcker av bland andra Paul Auster, Friedrich Hölderlin och Vladimir Nabokov till svenska. Han skriver regelbundet i Dagens Nyheter. Hans böcker har översatts till flera språk, bland annat engelska, franska, tyska, danska, norska, holländska, grekiska, rumänska och serbokroatiska.

### Egna böcker
- Delandets bok, prosa, Stockholm: Norstedts, 1991. ISBN 91-1-911342-0
- Det kritiska ögonblicket, essäer (avhandling), Stockholm: Norstedts, 1991. ISBN 91-1-912672-7
- Den grå boken, essä, Stockholm: Norstedts, 1994. ISBN 91-1-941041-7
- En bok om fantomer, essä, Stockholm: Norstedts, 1996. ISBN 91–1–960471–8
- Vanitasrutinerna, prosa, Stockholm: Norstedts, 1998. ISBN 91-1-300328-3
- Stockholm noir, roman, Stockholm: Norstedts, 2000. ISBN 91-1-300872-2; reviderad version med ny titelIrma, 25 i pocket, Stockholm: Norstedts, 2019. ISBN 978-91-1-309763-3
- Skallarna, essä, Stockholm: Bonniers, 2001, med Katarina Frostenson. ISBN 91-0-057690-5
- Sanningen om Sascha Knisch, roman, Stockholm: Norstedts, 2002. ISBN 91-1-301104-9; reviderad version i pocket, Stockholm: Norstedts, 2019. ISBN 978-91-1-309747-3
- Vidden av en fot, prosa, dikter, aforismer, essäer, Stockholm: Norstedts, 2008. ISBN 978-91-1-301803-4
- Den siste greken, roman, Stockholm: Norstedts, 2009. ISBN 978-91-1-301314-5
- Flykt och förvandling. Nelly Sachs, författare, Berlin, bildbiografi, Stockholm: Ersatz, 2010. ISBN 978-91-86437-13-8
- Halva solen, prosa, Stockholm: Norstedts, 2012. ISBN 978-91-1-304183-4
- Avtalad tid, samtal, Stockholm: Ersatz, 2012, med Durs Grünbein. ISBN 978-91-86437-65-7
- Mary, roman, Stockholm: Norstedts, 2015. ISBN 978-91-1-306482-6
- Vatten, gåshud, essä, Stockholm: Norstedts, 2016. ISBN  978-91-1-307161-9
- Nelly B:s hjärta, roman, Stockholm: Norstedts, 2018. ISBN  978-91-1-308455-8; i pocket, Stockholm: Norstedts, 2019. ISBN 978-91-1-309467-0
- Atlas, prosa, Stockholm: Norstedts, 2019. ISBN  978-91-1-309794-7
- De tunna gudarna, roman, Stockholm: Norstedts, 2022. ISBN  978-91-1-312200-7
- Nabokovs ryggrad, essä, Stockholm: Norstedts, 2024. ISBN 978-91-1-313163-4
- Grå kvartett, reviderade versioner av författarens fyra första böcker jämte ett långt samtal med kritikern Cornelia Jentzsch, Stockholm: Faethon, 2024. ISBN 978-91-89728-91-2
- Solar plexus, Stockholm: Norstedts, 2025. ISBN 978-91-13138565

### Redaktör av böcker på svenska
- Berlin över och under jorden, essäer om Alfred Grenander, Stockholm: Carlssons, 2007. ISBN 978-91-7331-031-4
- Nelly Sachs, Den store anonyme, Stockholm: Ersatz, 2010. ISBN 978-91-86437-13-8

### Urval av böcker på andra språk
- The Gray Book, essä, egen översättning av Den grå boken, Stanford: Stanford University Press, 1999. ISBN 0-8047-3537-9
- The Truth about Sascha Knisch, roman, egen översättning av Sanningen om Sascha Knisch, London: Jonathan Cape, 2006. ISBN 1-5856-7957-7
- Flucht und Verwandlung. Nelly Sachs, Schriftstellerin, Berlin/Stockholm, bildbiografi, Berlin: Suhrkamp, 2010. ISBN 3-518-42159-X; Nelly Sachs, Flight and Metamorphosis, Stanford: Stanford University Press, 2012. ISBN 0-804-7753-11

### Redaktör av böcker på andra språk
- Word Traces: Readings of Paul Celan, uppsatser, Baltimore: The Johns Hopkins University Press, 1994. ISBN 0-8018-4525-4
- The Solid Letter: Readings of Friedrich Hölderlin, uppsatser, Stanford: Stanford University Press, 1999. ISBN 0-8047-2942-5
- Re: the Rainbow, uppsatser, Stockholm: Propexus, 2004. ISBN 91-87952-31-9
- Babel, Festschrift für Werner Hamacher, Weil am Rhein: Engeler Editor, 2008. ISBN 978-3-938767-55-9
- Paul Celan, Gedichte, Berlin: Suhrkamp, 2011. ISBN 3-518-22461-1

### Översättningar till svenska
- Jacques Derrida: Schibboleth, essä, med Hans Ruin, Stehag: Symposion, 1990. ISBN 91-7868-139-1
- Friedrich Hölderlin: Hymner, dikter, Stockholm: Gedins, 1991; reviderad version: Sånger, Stockholm: FiB:s Lyrikklubb, 2001. ISBN 91-89611-02-0. Andra reviderade och utvidgade versionen: Kom nu, eld!, Stockholm: Ersatz, 2013 ISBN 978-91-87219-31-3
- Paul Auster: Att uppfinna ensamheten, prosa, Stockholm: Tiden, 1992. ISBN 91-7643-887-2
- Paul Auster: Den röda anteckningsboken, prosa, Lund: Umbra Solis, 1993. ISBN 91-88236-06-4
- Vladimir Nabokov: Pnin, roman, Stockholm: Norstedts, 2000. ISBN 91-1-300872-2
- Vladimir Nabokov: Masjenka, roman, Stockholm: Norstedts, 2001. ISBN 91-1-300923-0
- Vladimir Nabokov: Sebastian Knights verkliga liv, roman, Stockholm: Bonniers, 2002. ISBN 91-0-057633-6
- Vladimir Nabokov: Lolita, roman, Stockholm: Bonniers, 2007. ISBN 978-91-0-010611-9 Nyutgåva: Lolita, Stockholm: Modernista, 2015. ISBN 978-91-7645-578-4
- Walter Serner: Handbok för svindlare, aforismer, Stockholm: Ersatz, 2010. ISBN 978-91-86437-21-3
- Peter Waterhouse: Pappren mellan fingrarna, dikter, Stockholm: Wahlström & Widstrand, 2011. ISBN 978-91-46-22087-9
- Vladimir Nabokov: Ögat, roman, Stockholm: Modernista, 2015. ISBN 978-91-7499-592-3
- Jan Wagner: Självporträtt med bisvärm, dikter, Malmö: Rámus, 2016. ISBN 978-91-86703-62-2
- Vladimir Nabokov: Förtvivlan, roman, Stockholm: Modernista, 2017. ISBN 978-91-7645-853-2
- Vladimir Nabokov: Genomskinliga ting, roman, Stockholm: Modernista, 2017. ISBN 978-91-7701-593-2
- Vladimir Nabokov: Bragden, roman, Stockholm: Modernista, 2020. ISBN 978-91-7893-362-4
- Jo Shapcott: Pissblomma, dikter, Malmö: Rámus, 2022. ISBN 978-91-89105-28-7
- Aleš Šteger: Över himlen under jorden, med Mita Gustinčič Pahor, dikter, Malmö: Rámus, 2024. ISBN 978-91-89105-75-1

### Utgåvor
- Nelly Sachs: Werke. Huvudredaktör för den kommenterade utgåvan i fyra delar. Berlin: Suhrkamp, 2010-2011. Delredaktör för band III: Szenische Dichtungen (ISBN 3-518-4218-91) och band IV: Prosa und Übertragungen (ISBN 3-518-4219-05).

## Priser och utmärkelser
- 1989 – The A. Owen Aldridge Prize, ACLA[20]
- 1994 – Stipendium ur Karin och Karl Ragnar Gierows donationsfond, Svenska Akademien
- 2000 – De Nios Vinterpris
- 2003 – Lydia och Herman Erikssons stipendium, Svenska Akademien
- 2009 – Gleerups litterära pris
- 2010 – Sveriges Radios Romanpris för boken Den siste greken
- 2011 – Literaturpreis der SWR-Bestenliste[21]
- 2011 – Sture Linnérs Pris[22]
- 2011 – Kellgrenpriset, Svenska Akademien
- 2012 – Sorescupriset, Rumänska kulturinstitutet
- 2013 – Independent Publisher Book Award, kategorin Biography[23]
- 2013 – Albert Bonniers 100-årsminne
- 2013 – De Nios Stora Pris[24]
- 2016 – Sveriges Radios Romanpris för boken Mary
- 2017 – Jeanette Schocken Preis för boken Mary[25]
- 2018 – Svenska Akademiens essäpris[26]
- 2020 – Förbundsrepubliken Tysklands förtjänstorden (Bundesverdienstkreuz am Bande) för "särskilda förtjänster för Förbundsrepubliken Tyskland"
- 2024 – Frankfurter Poetikvorlesungen: "Solarplexus. Über einen Schriftsteller und seinen Körper"